# Raith Rovers Football Club
El Raith Rovers Football Club es un club de fútbol de Escocia, con sede en Kirkcaldy. Fue fundado en 1883 y compite en la Scottish Championship, segunda categoría del fútbol escocés.

## Palmarés

### Torneos nacionales
- Copa de la Liga de Escocia (1): 1994-95
- Segunda División de Escocia (6): 1907-08, 1909-10, 1937-38, 1948-49, 1992-93, 1994-95
- Tercera División de Escocia (3): 2002-03, 2008-09, 2019-20
- Scottish Challenge Cup (3): 2013-14, 2019-20, 2021-22

## Participación en competiciones de la UEFA
| Temporada | Torneo   | Ronda      | Club          | Casa | Visita | Global |
| --------- | -------- | ---------- | ------------- | ---- | ------ | ------ |
| 1995–96   | UEFA Cup | Preliminar | GÍ            | 4–0  | 2–2    | 6–2    |
| 1995–96   | UEFA Cup | 1          | ÍA            | 3–1  | 0–1    | 3–2    |
| 1995–96   | UEFA Cup | 2          | Bayern Munich | 0–2  | 1–2    | 1–4    |